# Tricolour Color

## Tricolour Color
Tricolour Color es un sencillo de la banda japonesa SuG, lanzado el 3 de diciembre de 2008.
Versiones: Azul (Blue), Rojo (Red) y Blanco (White)

## Lista de canciones
1. Umbilical
2. Utage People
3. Dress Up With Darkness
4. Seiten

Umbilical, siendo también PV, viene incluida en una versión de este single.